# Boxer (hond)
De boxer is een hond en behoort tot de dogachtigen. Het is een actieve hond, stevig gespierd met zware botten. Voorheen werden oren en staart vaak gecoupeerd, maar sinds 2001 is dit in Nederland verboden. In België geldt een verbod sinds 2006.
De boxer is verwant met de vele rassen die zich ontwikkelden uit de molosserhond, een oud-Griekse waak-, vecht- en herdershond. Van Griekenland naar Rome en zo verder in Europa. In Duitsland werd deze molosserhond, de bullenbeisser, een zeer moedige dog die ingezet werd voor de jacht op everzwijn en berenen ook bij tevens tijdens stierengevechten. De bullenbeisser evolueerde naar twee types van ras, bekend als Danzigers en Brabantse bullenbijter, genoemd naar de regio van afkomst. De Brabantse bullenbijters waren het kleinst; de boxer komt uit deze tak van de familiestamboom.
Rond 1890 begon men in Zuid-Duitsland (München) volgens een uitgewerkt plan met het fokken van de boxer. Het doel daarbij was een hond te fokken die goed kon springen, snel was, een groot uithoudingsvermogen had en net als een mastiff zowel kon verdedigen als aanvallen. In 1895 werd in München de eerste boxer club opgericht en in 1904 was daar de eerste tentoonstelling.

## Uiterlijk
De boxer is een gespierde, kort behaarde hond met een vierkante snuit en glad velletje. Een reu heeft een schofthoogte van 57 tot 63 cm en weegt ongeveer 32 kg. Een teef is kleiner, ongeveer 53 tot 59 cm, en weegt ongeveer 28 kg.
De neus van de boxer is meestal zwart en breed, licht opgetild en schuin. De voorsnuit is meestal zwart. Hij is prognaat, de bovenkaak is ingekort, de onderkaak groeit er net iets voor en buigt naar boven, maar de boxer heeft plaats voor zijn tanden.
De kleuren zijn rosgeel of oker of warmbruin met zwarte strepen. En bijna altijd wit aan de borst of wit in een streep op de snoet. Dikwijls ook met witte 'sokjes'. Witte boxers komen niet in de standaard voor hoewel er vooral in de Verenigde Staten fokkers zijn die zich toeleggen op deze kleur. Ongeveer 20-25 % van alle boxerpuppies die worden geboren is wit. Ze hebben een verhoogd risico op doofheid en verbranden sneller in de zon door hun dunne vacht en lichte huid. Aanvankelijk werden witte boxers om deze redenen direct geëuthanaseerd, maar dierenartsen weigeren vaak gezonde pups in te laten slapen.

## Gebreken
De boxer lijdt vaak aan ernstige hartaandoeningen, zoals cardiomyopathie en aortastenose. De relatief korte snuit van de boxer kan deze aandoeningen verergeren en bovendien de kans vergroten op brachycefaal obstructief syndroom, een aandoening die leidt tot ernstige ademhalingsproblemen en een verminderd uithoudingsvermogen. Daarnaast heeft de boxer vaak last van aandoeningen aan rug (degeneratieve myelopathie en spondylose) en heupen (heupdysplasie).
Affenpinscher ·
Aidi ·
Anatolische herder ·
Appenzeller sennenhond ·
Argentijnse dog ·
Berner sennenhond ·
Bordeauxdog ·
Boxer ·
Broholmer ·
Bullmastiff ·
Ca de Bou ·
Cane corso ·
Cão da Serra da Estrela ·
Cão de Castro Laboreiro ·
Centraal-Aziatische owcharka ·
Cimarrón Uruguayo ·
Ciobanesc Romanesc de Bucovina ·
Deens-Zweedse boerderijhond ·
Dobermann ·
Dogo Canario ·
Duitse dog ·
Duitse pinscher ·
Dwergpinscher ·
Dwergschnauzer ·
Engelse buldog ·
Entlebucher sennenhond ·
Fila brasileiro ·
Grote Zwitserse sennenhond ·
Hollandse smoushond ·
Hovawart ·
Kaukasische owcharka ·
Kraški ovčar ·
Landseer ECT ·
Leonberger ·
Mastiff ·
Mastín del Pirineo ·
Mastín español ·
Mastino napoletano ·
Middenslagschnauzer ·
Newfoundlander ·
Oostenrijkse pinscher ·
Pyrenese berghond ·
Rafeiro do Alentejo ·
Riesenschnauzer ·
Rottweiler ·
Šarplaninac ·
Shar-pei ·
Sint-bernard ·
Tibetaanse mastiff ·
Tornjak ·
Tosa ·
Zwarte Russische terriër